# パトリック・カーペンティア
パトリック・カーペンティア（Patrick Carpentier、1971年8月13日 - ）は、カナダの元レーシングドライバー。チャンプカー・ワールド・シリーズおよびインディカー・シリーズでの活躍で知られる。2009年、彼はトミー・ボールドウィン・レーシングの36番車をマイク・スキナーとシェアし、またマイケル・ウォルトリップの55番車、トヨタ・カムリをロードコースでドライブしてNASCARスプリントカップシリーズに参戦した。2010年はラティチュード43モータースポーツから数戦に参加した。

## オープンホイール経歴
2005年、カーペンティアはレッドブルがスポンサーするエディ・チーバーのチームからIRLに参戦した。その以前はチャンプカー・ワールド・シリーズにほぼ10年間、ベッテンハウゼン・レーシングからルーキーの頃より参加していた。しかしながらチームはその後ジェリー・フォーサイスによって所有されることとなった。その経歴の初期に彼は怪我のためレースを欠場することが多く、その内のいくつかはレース外での負傷であった。
彼の最初のチャンプカーにおける勝利は2001年のミシガンであった。2002年にはシリーズランキング3位となる。期待外れであった2003年シーズン、彼はランキング5位であった（チームメイトのポール・トレーシーがタイトルを獲得した）。このことで彼のチーム内での立場は弱くなり、間もなく2004年にはチームを放出された。その後カナダにおけるマーケティングのため、チームは彼を3台目の車で復帰させた（チームオーナーのジェリー・フォーサイスはシリーズ全体の共同オーナーでもあった）。
2004年にはポール・トレーシーよりも上位でシーズンを終えたものの、カーペンティアはチームを離れ、IRL インディカー・シリーズに参戦するエディ・チーバーのチーバー・レーシングに加入した。オーバルトラックでの好成績のため、彼は活躍が期待された（チャンプカーでは殆ど行われなくなっていたオーバルコースでのレースがインディカー・シリーズでは大半であった）。しかしながらトヨタエンジンの低性能により、成功することはできなかった。
チームはシーズン後、レッドブルの支援を失った。スポンサーの無くなったチームは活動体制を大幅に縮小し、カーペンティアはその年、マシンをドライブすること無くチームを去ることとなった。
チャンプカーでの8年で、カーペンティアはトップ10フィニッシュを74回、表彰台には22回上った。IRLでの1年で彼は11回、トップ10フィニッシュした。

## ストックカー経歴

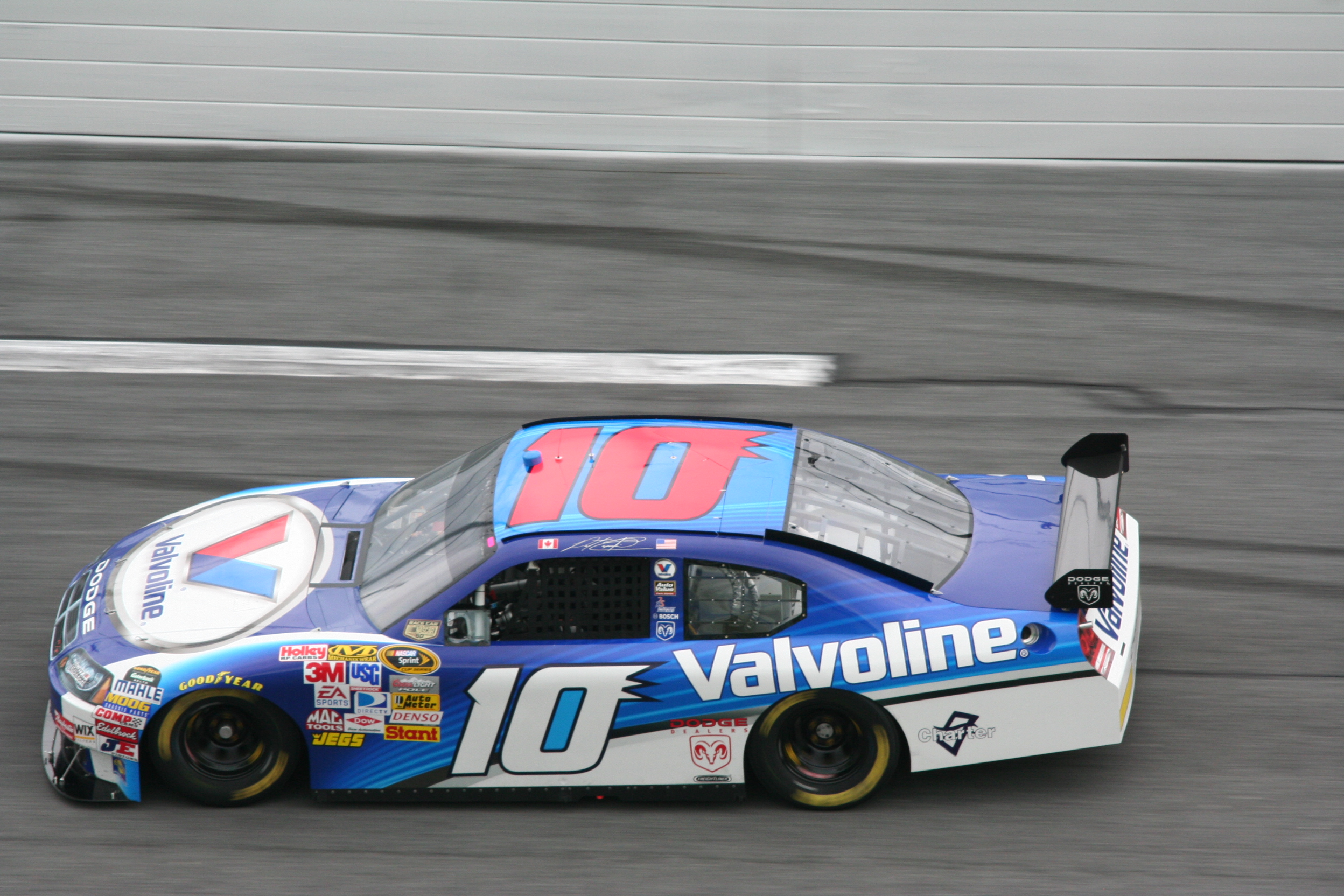
2008年のスプリントカップ・シリーズ

カーペンティアは2006年、カユーガ・スピードウェイでのCASCARスーパーシリーズのイベントに参戦した。デイヴ・ジェイコブス・レーシングから参戦、21位でスタートし6位に入賞した。2007年はグランダム・シリーズにサマックス・モータースポーツからミルカ・デュノーのチームメイトとして参戦した。その後NASCARに参戦するためサマックスを離れた。
カーペンティアは2007年8月4日、ジル・ヴィルヌーヴ・サーキットでNASCARブッシュ・シリーズへのデビューを果たした。ポールポジションを獲得した彼はレースを2位で終えた。NASCARネクステル・カップへのデビューは2007年8月12日のワトキンス・グレンで、ジレット・エバーナム・モータースポーツの10番車のダッジで、スコット・リグスに代わって40位からスタートした。レースの中盤では7ラップに渡ってトップを走行し、最終的に20位でフィニッシュした。2007年10月に、翌2008年シーズンは10番車をドライブしてフル参戦することが発表された。
2008年2月14日、カーペンティアは2008年のディトナ500でのゲータレード・デュエルで予選通過にトライした。彼は1日の大半をトップ10で走行した。レースの終盤で右フロントタイヤがバーストし、バックストレッチウォールに衝突する。結局は予選落ちすることとなった。
2008年6月27日、ニューハンプシャー・モーター・スピードウェイでのレノックス・インダストリアル・ツールズ301でカーペンティアはスプリントカップ・シリーズでの初のポールポジションを獲得した。このポールポジションはNASCARのトップカテゴリーにおける外国出身ドライバーが獲得したポールとしては、1953年6月のラングホーン・スピードウェイにおけるロイド・ショー（トロント出身）以来の物であった。
2008年7月5日、コークゼロ400においてカーペンティアは14位でフィニッシュ、彼のベストキャリアであった。
2008年8月30日、カーペンティアはジレット・エバーナム・モータースポーツを離れ、2009年シーズンの所属は未定であることを発表した。その4日前にチームはカーペンティアの将来が不確定であるとして、翌シーズンはリード・ソレンソンを起用することを発表していた。10月7日にカーペンティアはチームを離れた。
2009年6月9日、マイケル・ウォルトリップ・レーシングは2009年の二つのイベント、6月21日のインフィニオンおよび8月9日のワトキンス・グレンで、マイケル・ウォルトリップに代わって55番車をカーペンティアがドライブすると発表した。その後、彼はトミー・ボールドウィン・レーシングでマイク・スキナーがトラックシリーズに出場するため欠場となるイベントで代役としてドライブした。
2010年、カーペンティアはラティチュード43モータースポーツから数戦に参加した。2011年はオープンホイールに復帰し、2011年のインディ500にドラゴン・レーシングから参戦、スコット・スピードがバンプ・デイで予選通過できなかった後に予選に出場したが、通過することはできなかった。ストックカーでは、フランク・ストッダードのチームからスプリントカップの数戦に参加した。6月7日、カーペンティアはトロント・サン紙でジル・ヴィルヌーヴ・サーキットで行われるNAPAオートパーツ200をもって引退することを発表した。同レースにはパストラナ・ウォルトリップ・レーシングから参戦した。

## 引退
2011年8月20日、カーペンティアはモントリオールで行われるネイションワイドシリーズの前に引退を発表した。レースでは4位を走行中にスティーヴン・ウォレスと接触してリタイアとなった。観衆は彼に対してスタンディング・オベーションを行った。
引退にもかかわらず、カーペンティアは2012年1月に、児童チャリティ募金を目的としてモントリオールで行われるネイションワイド・シリーズへの参加する意欲があると述べた。

## 記録

### アメリカン・オープンホイール
(key) （太字はポールポジション、斜体はファステストラップ）

#### インディ・ライツ
| 年   | チーム               | 1   | 2   | 3   | 4   | 5   | 6   | 7      | 8     | 9   | 10  | 11  | 12 | 順位 | ポイント |
| ---- | -------------------- | --- | --- | --- | --- | --- | --- | ------ | ----- | --- | --- | --- | -- | ---- | -------- |
| 1994 | カナスカ・レーシング | PHX | LBH | MIL | DET | POR | CLE | TOR 20 | MDO 6 | NHA | VAN | NAZ | LS | 21位 | 8        |

#### チャンプカー
| 年   | チーム                       | 1       | 2       | 3        | 4       | 5       | 6       | 7       | 8      | 9       | 10      | 11      | 12      | 13      | 14      | 15      | 16     | 17      | 18      | 19       | 20      | 21     | 順位 | ポイント |
| ---- | ---------------------------- | ------- | ------- | -------- | ------- | ------- | ------- | ------- | ------ | ------- | ------- | ------- | ------- | ------- | ------- | ------- | ------ | ------- | ------- | -------- | ------- | ------ | ---- | -------- |
| 1997 | ベッテンハウゼン・レーシング | MIA 9   | SRF 15  | LBH 15   | NZR 12  | RIO Ret | STL 2   | MIL 8   | DET 15 | POR 16  | CLE 12  | TOR 16  | MIS Ret | MDO 15  | ROA Ret | VAN Inj | LS Inj | FON DNS |         |          |         |        | 17位 | 27       |
| 1998 | プレイヤーズ                 | MIA 11  | MOT Ret | LBH Ret  | NZR 13  | RIO Ret | STL 15  | MIL Ret | DET 15 | POR 9   | CLE 9   | TOR Ret | MIS 8   | MDO 7   | ROA Ret | VAN Ret | LS Ret | HOU Ret | SRF 9   | FON Ret  |         |        | 19位 | 27       |
| 1999 | プレイヤーズ                 | MIA 9   | MOT Ret | LBH 17   | NZR 14  | RIO 6   | STL Ret | MIL 9   | POR 9  | CLE 7   | ROA Ret | TOR 11  | MIS 10  | DET Ret | MDO Inj | CHI 6   | VAN 2  | LS 9    | HOU Ret | SRF Ret  | FON Ret |        | 13位 | 61       |
| 2000 | プレイヤーズ                 | MIA 5   | LBH Inj | RIO Inj  | MOT Inj | NZR Ret | MIL 3   | DET 5   | POR 10 | CLE 5   | TOR 7   | MIS 4   | CHI Ret | MDO 7   | ROA Ret | VAN Ret | LS 9   | STL 2   | HOU Ret | SRF 5    | FON Ret |        | 11位 | 101      |
| 2001 | プレイヤーズ                 | MTY Ret | LBH Ret | TEX Canc | NAZ Ret | MOT Ret | MIL 17  | DET 8   | POR 5  | CLE Ret | TOR Ret | MIS 1   | CHI 2   | MDO 3   | ROA 9   | VAN 16  | LAU 3  | ROC 16  | HOU 10  | LS Ret   | SRF 11  | FON 10 | 10位 | 91       |
| 2002 | プレイヤーズ                 | MTY 7   | LBH 19  | MOT 4    | MIL 15  | LS 5    | POR 5   | CHI 16  | TOR 10 | CLE 1*  | VAN 5   | MDO 1*  | ROA 7   | MTL 15  | DEN 17  | ROC 3   | MIA 16 | SRF 2   | FON 3   | MXC 4    |         |        | 3位  | 157      |
| 2003 | プレイヤーズ                 | STP 8   | MTY 8   | LBH 6    | BRH 5   | LAU 7   | MIL 3   | LS 1*   | POR 16 | CLE 4   | TOR 7   | VAN 13  | ROA 5   | MDO 2   | MTL 3   | DEN 17  | MIA 6  | MXC 14  | SRF 5   | FON Canc |         |        | 5位  | 146      |
| 2004 | フォーサイス                 | LBH 4   | MTY 4   | MIL 2    | POR 4   | CLE 16  | TOR 3   | VAN 16  | ROA 14 | DEN 9   | MTL 2   | LS 1    | LVS 3   | SRF 16  | MXC 6   |         |        |         |         |          |         |        | 3位  | 266^     |

- ^ 2004年から新ポイントシステムが導入された。

#### インディカー
| 年   | チーム               | 1     | 2     | 3     | 4      | 5        | 6      | 7     | 8      | 9     | 10    | 11    | 12     | 13      | 14    | 15    | 16     | 17     | 18  | 順位 | ポイント |
| ---- | -------------------- | ----- | ----- | ----- | ------ | -------- | ------ | ----- | ------ | ----- | ----- | ----- | ------ | ------- | ----- | ----- | ------ | ------ | --- | ---- | -------- |
| 2005 | チーバー・レーシング | HMS 7 | PHX 9 | STP 8 | MOT 13 | INDY 21  | TXS 16 | RIR 3 | KAN 14 | NSH 3 | MIL 7 | MIS 9 | KTY 12 | PPIR 10 | SNM 4 | CHI 9 | WGL 10 | FON 15 |     | 10位 | 376      |
| 2011 | ドラゴン・レーシング | STP   | ALA   | LBH   | SAO    | INDY DNQ | TXS1   | TXS2  | MIL    | IOW   | TOR   | EDM   | MDO    | NWH     | SNM   | BAL   | MOT    | KTY    | LVS | NC   | -        |

#### インディ500
| 年   | シャシー | エンジン | スタート | フィニッシュ |
| ---- | -------- | -------- | -------- | ------------ |
| 2005 | ダラーラ | トヨタ   | 25位     | 21位         |
| 2011 | ダラーラ | ホンダ   | DNQ      | DNQ          |

### オープンホイール

#### A1グランプリ
（太字はポールポジション、斜体はファステストラップ）
| 年      | エントラント | 1       | 2       | 3       | 4       | 5       | 6       | 7       | 8       | 9       | 10      | 11      | 12      | 13      | 14      | 15      | 16      | 17        | 18         | 19        | 20        | 21          | 22        | DC   | ポイント |
| ------- | ------------ | ------- | ------- | ------- | ------- | ------- | ------- | ------- | ------- | ------- | ------- | ------- | ------- | ------- | ------- | ------- | ------- | --------- | ---------- | --------- | --------- | ----------- | --------- | ---- | -------- |
| 2005-06 | カナダ       | GBR SPR | GBR FEA | GER SPR | GER FEA | POR SPR | POR FEA | AUS SPR | AUS FEA | MYS SPR | MYS FEA | UAE SPR | UAE FEA | RSA SPR | RSA FEA | IDN SPR | IDN FEA | MEX SPR 9 | MEX FEA 15 | USA SPR 6 | USA FEA 5 | CHN SPR Ret | CHN FEA 7 | 11位 | 59       |

## 参照
1. ↑  http://www.canada.com/Carpentier+race+Spring+event/1678519/story.html%5B%5D
2. ↑  Results : NAPA Auto Parts 200 Archived 2008年7月6日, at the Wayback Machine.
3. ↑  Carpentier only 2nd foreign born driver to win a pole
4. ↑  Need a good Cup driver for ‘09? Call Patrick Carpentier
5. ↑  Carpentier to race Spring Cup event[リンク切れ]
6. ↑  Demmons, Doug (2011年8月23日). “NASCAR penalizes crew chief for hair pulling incident at Montreal”. The Birmingham News.   AL.com. 2012年1月19日閲覧。
7. ↑  Pappone, Jeff (2012年1月16日). “Retired from racing, Carpentier working harder than ever”. The Globe and Mail. 2012年1月19日閲覧。